# Extraterritorialidad (estudios literarios)
En literatura se utiliza el concepto de extraterritorialidad para referirse a un escritor desarraigado de su país de origen que tiene la característica de ser multilingüe, lo que influye fuertemente en su creación literaria. El concepto fue acuñado por el teórico francés George Steiner en su libro Extraterritorial: Ensayos sobre literatura y la revolución lingüística, publicado en 1971.

## Definición
En literatura se usa el término extraterritorialidad para referirse a un escritor que no está arraigado a ningún territorio y que es capaz de expresarse literariamente en más de una lengua; en muchos casos, por cuestiones políticas o personales están exiliados de su país natal y de su lengua materna. Como refiere Spicer-Escalante, el concepto se relaciona con la pérdida de un centro en el sujeto escritor, tanto geográfico como lingüístico, y se utiliza en los estudios literarios para el análisis de libros de viajes y la narrativa migración.

## Origen del concepto literario
El concepto extraterritorial es definido por George Steiner en su libro Extraterritorial: ensayos sobre literatura y la revolución lingüística (1971). Esta obra reúne diez ensayos del autor escritos entre 1968 y 1970, en los que habla de la revolución del lenguaje que acompaña a la crisis de valores previa a la Primera Guerra Mundial y que continúa sobre todo en Europa Central. Lo que él llama la retracción de la palabra y la derrota de la cultura humanista ante la barbarie “se corresponde estrictamente con la nueva lingüística, con las nuevas búsquedas filosóficas, psicológicas y poéticas para establecer un eje semántico”.
Según Steiner, el surgimiento de un pluralismo lingüístico y de la “carencia de patria” en algunos escritores fue parte de esta revolución del lenguaje. Este hecho sin precedentes se relaciona con la pérdida de un centro y hace de Samuel Beckett, Vladimir Nabovok y Jorge Luis Borges escritores representativos de la literatura contemporánea. Los tres autores son las figuras centrales de los ensayos de Steiner, pues comparten una extraterritorialidad que influye profundamente en su genialidad literaria. 

## Ensayos de George Steiner
En el primer ensayo, titulado “Extraterritorial”, nos introduce a lo que él considera como extraterritorialidad. Steiner retoma las ideas del Romanticismo sobre las literaturas nacionales y su concepción de la lengua para mostrarnos cómo la literatura del siglo XX y sus escritores más representativos rompen con los preceptos de unidad lingüística y nacional.  
Para los románticos, el escritor encarna la esencia de su lengua materna, y cada lengua cristaliza la historia y la cosmovisión de una nación. En ese contexto, la idea de un escritor “sin casa” resulta extraña, pues es raro que no esté cómodo en la lengua en la que escribe, que se sienta marginado o en una frontera. Aunque desde muchos siglos antes la literatura europea vernácula había tenido la influencia activa de varias lenguas, este sentimiento de extrañeza es reciente, pues para las élites europeas del siglo XVII era una regla saber expresarse con fluidez en la propia lengua y en latín, francés o ambos. Frecuentemente, los escritores se sentían más cómodos en latín o en francés más que en su propia lengua:

Yo diría que gran parte de la poesía que va de Petrarca a Hölderlin es “clásica” en un sentido muy material: representa una prolongada acción de imitatio, una traducción interna a la lengua vernácula de maneras de expresar y sentir griegas y latinas. Corrientes literales de griego, latín e italiano recorren el inglés de Milton. La perfecta economía de Racine depende en parte del eco que completa un pasaje de Eurípides -eco que estaba totalmente presente en la mente del poeta y que se esperaba estuviese presente, al menos hasta cierto punto, en la mente de su público ilustrado.
George Steiner

Muchos escritores destacados en su época comparten esa pluralidad lingüística: Heinrich Heine, Oscar Wilde, Samuel Beckett, Ezra Pound, Vladimir Nabokov y Jorge Luis Borges. Así pues, se pone en duda que un eje lingüístico único (es decir, el dominio de una sola lengua y, por lo tanto, un arraigo profundo a la tierra natal) esté ligado a la autoridad poética:

Ser buen escritor significaba tener una intimidad especial con los ritmos del lenguaje que subyacen la sintaxis; significaba tener un oído especial para captar las múltiples connotaciones y los ecos secretos de un idioma que ningún diccionario registra. Un poeta o un novelista separado de su lengua materna a causa del exilio político o de una tragedia personal era un ser mutilado.
George Steiner, 

Por lo tanto, la idea del escritor que es maestro del lenguaje y que se siente como en su casa en varias lenguas es novedosa. Para Steiner resulta sumamente interesante que tres de las figuras “quizá más geniales de la ficción contemporánea”, Nabokov, Borges y Beckett, dominen absolutamente más de una lengua y que de ellos, Nabokov y Beckett hayan escrito obras fundamentales en varias lenguas. Steiner considera que “en lo que se refiere al nuevo internacionalismo cultural, las consecuencias de este hecho todavía no han sido comprendidas” y que la literatura contemporánea puede ser considerada como una estrategia de exilio permanente. En ese sentido, la estabilidad lingüística y la conciencia nacional que se han supuesto desde el Renacimiento hasta la década del 50, están en decadencia. 
Las figuras de Beckett, Nabokov y Borges se vuelven centrales por varias razones. Beckett, de origen irlandés, domina el francés y el inglés, y no se sabe cuál fue el idioma en el que primero escribió gran parte de su obra. No obstante, Steiner refiere que, al traducir sus obras, el dramaturgo muestra un amplio conocimiento de ambas lenguas, pues incluso puede plasmar sus chistes con las mismas connotaciones y asociaciones de la lengua original, encontrando las equivalencias adecuadas, juegos de palabras, ritmo y sonoridad precisos. 
Nabokov por su parte, escribió en ruso, inglés y francés. Hizo traducciones de poetas franceses, ingleses e irlandeses al ruso y realizó versiones multilingües de sus obras, que “vertiginosamente se deslizan del ruso al francés o al alemán o al inglés o al norteamericano” según Steiner refiere en su ensayo Muerte de reyes (1968). Las condiciones políticas de su tiempo lo obligaron al exilio, a abandonar su tierra y su lengua natal, haciendo que su bagaje no sólo fuera entre geografías, sino también entre lenguas. 
Hay una naturaleza polisémica en el uso de las lenguas de este autor, y se cuestiona si su expresión en anglo-norteamericano tiene influencias de la lengua rusa en cuanto a asociaciones semánticas, estilo poético, metatraducción, y de las influencias literarias y regionales en ese idioma. Así pues, Steiner asegura en Extraterritorial que en los textos de estos escritores traslucen las lenguas que dominan y en su genialidad literaria influye el multilingüismo. 

## Relación con los estudios literarios
El concepto de extraterritorialidad se ha utilizado para analizar la literatura de viajes. Spicer-Escalante asegura en su análisis “Extraterritorialidad y Transculturación «Recuerdos de viaje» de Eduarda Mansilla (1882)” que Steiner propone la existencia de un cambio de paradigma en la producción literaria a medida que los autores se tornan plurilingües, abandonando su lengua materna para adquirir otros idiomas y, por consiguiente, otras culturas. Así pues, el ingreso de un escritor a otra cultura le crea un perfil de autoridad respecto a su nación materna, ya que traspasa los límites de su propia cultura y se unviersaliza. De esta manera, según Spicer-Escalante, el escritor logra la síntesis cultural que caracteriza a los seres transculturados.
Según este estudioso, el fenómeno lingüístico-cultural que ubica Steiner en la época posterior a la Segunda Guerra Mundial, cuyas figuras representativas son para él Beckett, Nabokov y Borges, también sucede en la producción cultural del siglo XIX, debido a los movimientos migratorios mundiales: “una época de modernización económica y modernidad cultural que desencadena las grandes olas migratorias intercontinentales entre el viejo mundo y el nuevo mundo, y viceversa. Desde luego, dichas migraciones incluían los viajes culturales de los autores de la época.”
Spicer-Escalante sostiene que el escritor de la literatura extraterritorial de esta época crea 'geotextos' dinámicos y vitales que surgen a través de la experiencia descentrada del sujeto extraterritorial.  En ese sentido, para Spicer la literatura de viajes es el ejemplo más claro de literatura extraterritorial, pues muestra el tránsito de un sujeto y las vivencias extraterritoriales por nuevas zonas de contacto culturales con las que trata de entenderse. 
Para Spicer-Escalante, el dato más relevante en torno a la extraterritorialidad es que “los autores extraterritoriales son más que meros políglotas; se tornan verdaderos intérpretes socioculturales con respecto a la cultura de las nuevas localidades donde habitan”. En ese contexto, los autores extraterritoriales se vuelven seres transculturales y transculturados por elección propia, al habitar voluntariamente el espacio de la zona de contacto ajena. Además, se apoderan de la cultura que describen a través de su texto, creando una postura activa y no pasiva. 
En “La extraterritorialidad del pobre”, Pablo Gasparini habla de la extraterritorialidad como una categoría omnipresente y ubicua para los estudios literarios dedicados a la problemática del pasaje y superación de fronteras identitarias, culturales y lingüísticas. Gasparini asegura que toda literatura moderna es extraterritorial, ya que sería imposible pensar en la experiencia literaria contemporánea fuera del intenso intercambio de lenguas, figuras y experiencias que supone el trabajo estético con la palabra.
Por su parte, Eugenia Ortiz Gambetta asegura que en el siglo XX, pero más aún en el siglo XXI, crece la lista de los autores extraterritoriales, entre los que se encuentran Alejo Carpentier, Héctor Bianciotti y Juan José Saer, entre otros escritores latinoamericanos. Además, nos die que “La realidad descentrada de ciertas escrituras recientes, como percibe y analiza Aínsa, no es sólo un fenómeno posmoderno desde una perspectiva ideológica sino que, ya sea por la facilidad de los desplazamientos y la rapidez de las comunicaciones, ya por las características de la cultura global, es cada vez más frecuente”. Asimismo, las editoriales facilitan la circulación de textos de autores multilingües o que no pueden identificarse fácilmente con un Estado-nación.